# Visionari EP
Visionari EP è il quarto EP del gruppo hip hop italiano The Lickerz, pubblicato nel 2007.

## Tracce
1. Visionari
2. Resto A No-One City
3. Doppia L
4. Niente X Niente
5. 97 Mentality – prod. da Mastafive
6. Solitari